# Prince Edward—Hastings
Pour les articles homonymes, voir Prince Edward et Hastings.
Circonscription électorale fédérale du Canada
Prince Edward—Hastings est une circonscription électorale fédérale et provinciale en Ontario (Canada), représentée de 1968 à 2015.

## Circonscription fédérale
La circonscription s'étend au nord de la baie de Quinte et englobe la péninsule qui la sépare du lac Ontario; elle est donc constituée par la ville de Prince Edward et le comté de Hastings sauf la ville de Quinte West. La ville principale est Belleville.
Les circonscriptions limitrophes sont Northumberland—Quinte West, Peterborough, Haliburton—Kawartha Lakes—Brock, Renfrew—Nipissing—Pembroke, Lanark—Frontenac—Lennox and Addington et Kingston et les Îles. 

## Historique
La circonscription de Prince Edward—Hastings a été créée en 1966 d'une partie des circonscriptions d'Hastings-Sud, Hastings—Frontenac, Northumberland et Prince Edward—Lennox. Abolie en 1976, la circonscription fut redistribuée parmi Northumberland et Prince Edward. Prince Edward redevint Prince Edward—Hastings en 1978. Lors du redécoupage de 2012, la circonscription fut dissoute parmi Baie de Quinte et Hastings—Lennox and Addington.

## Députés
| Législature                                                                                              | Années                                                                                                   | Député                                                                                                   | Député                                                                                                   | Parti |
| Prince Edward—Hastings issue de Hastings-Sud, Hastings—Frontenac, Northumberland et Prince Edward—Lennox | Prince Edward—Hastings issue de Hastings-Sud, Hastings—Frontenac, Northumberland et Prince Edward—Lennox | Prince Edward—Hastings issue de Hastings-Sud, Hastings—Frontenac, Northumberland et Prince Edward—Lennox | Prince Edward—Hastings issue de Hastings-Sud, Hastings—Frontenac, Northumberland et Prince Edward—Lennox | Prince Edward—Hastings issue de Hastings-Sud, Hastings—Frontenac, Northumberland et Prince Edward—Lennox |
| --- | --- | --- | --- | --- |
| 28e | 1968–1972                                                                                                | | George Hees                                                                                              | Progressiste-conservateur                                                                                |
| 29e | 1972–1974                                                                                                | | George Hees                                                                                              | Progressiste-conservateur                                                                                |
| 30e | 1974–1980                                                                                                | | George Hees                                                                                              | Progressiste-conservateur                                                                                |
| 31e | 1979–1980                                                                                                | Jack Ellis                                                                                               | | Progressiste-conservateur                                                                                |
| 32e | 1980–1984                                                                                                | Jack Ellis                                                                                               | | Progressiste-conservateur                                                                                |
| 33e | 1984–1988                                                                                                | Jack Ellis                                                                                               | | Progressiste-conservateur                                                                                |
| 34e | 1988–1993                                                                                                | | Lyle Vanclief                                                                                            | Libéral                                                                                                  |
| 35e | 1993–1997                                                                                                | | Lyle Vanclief                                                                                            | Libéral                                                                                                  |
| 36e | 1997–2000                                                                                                | | Lyle Vanclief                                                                                            | Libéral                                                                                                  |
| 37e | 2000–2004                                                                                                | | Lyle Vanclief                                                                                            | Libéral                                                                                                  |
| 38e | 2004–2006                                                                                                | | Daryl Kramp                                                                                              | Conservateur                                                                                             |
| 39e | 2006–2008                                                                                                | | Daryl Kramp                                                                                              | Conservateur                                                                                             |
| 40e | 2008–2011                                                                                                | | Daryl Kramp                                                                                              | Conservateur                                                                                             |
| 41e | 2011–2015                                                                                                | | Daryl Kramp                                                                                              | Conservateur                                                                                             |
| Circonscription redistribuée parmi Baie de Quinte et Hastings—Lennox et Addington                        | | | | |

## Circonscription provinciale
Depuis les élections provinciales ontariennes du 4 octobre 2007, l'ensemble des circonscriptions provinciales et des circonscriptions fédérales sont identiques.